# Observatorio San Calixto

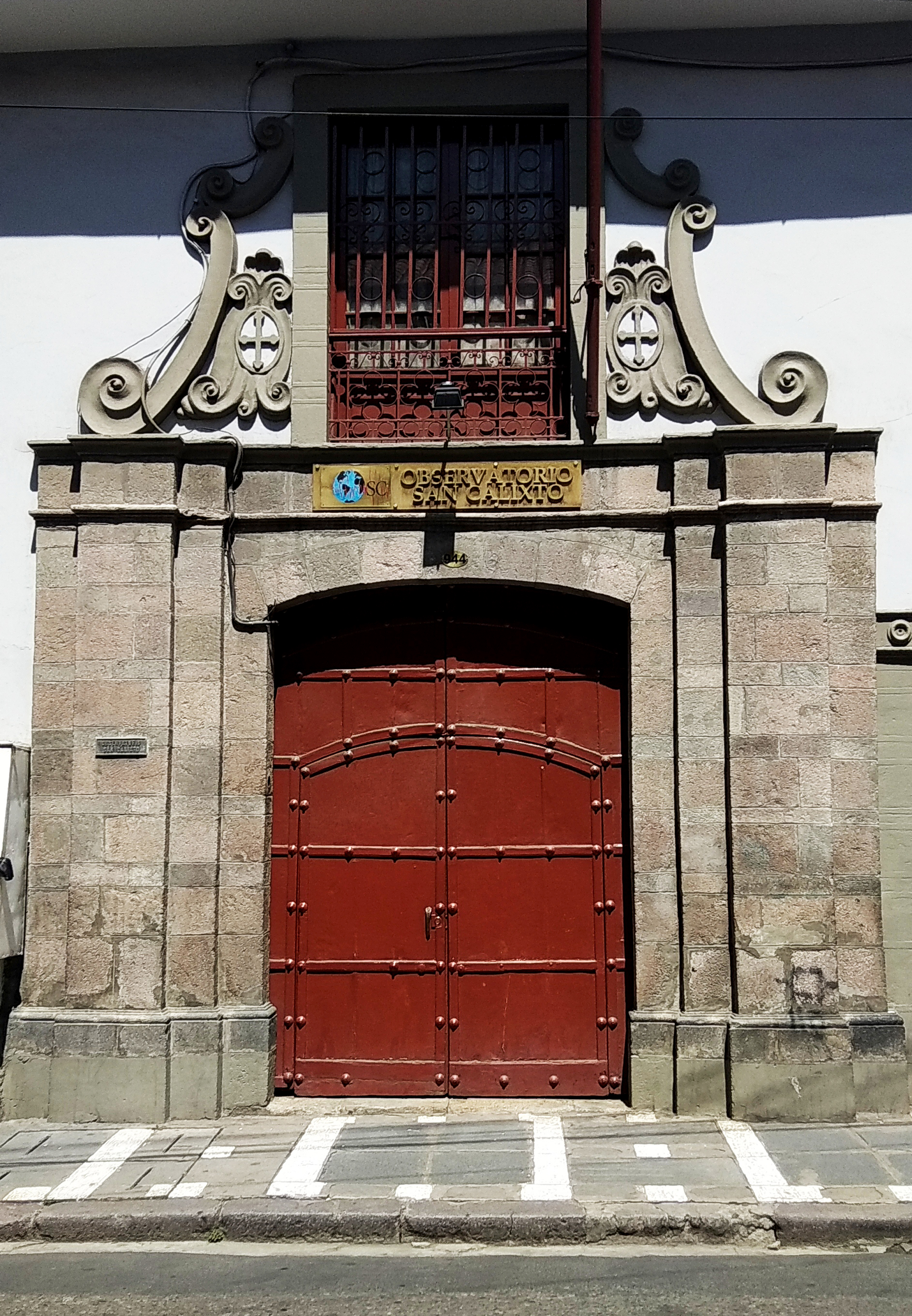
Observatorio San Calixto

El Observatorio San Calixto es una institución privada sin fines de lucro que monitorea y vigila la actividad sísmica en Bolivia.

## Historia
El observatorio, dependiente de las obras de la Compañía de Jesús, fue fundado por recomendación de la Segunda Asamblea General de la Asociación de Sismología, realizada en Mánchester en julio de 1911, e inició sus actividades el 1 de mayo de 1913 por la necesidad de contar en Bolivia con un registro exacto de los movimientos sísmicos.  
En 1922, mediante un Decreto Supremo, el gobierno boliviano autorizó al Observatorio San Calixto que brindase el servicio de la "hora oficial para toda Bolivia". El reloj astronómico que se usaba, y que tenía un error de apenas una centésima de segundo por mes, fue utilizado hasta 1985. En 1949, en el su libro Seismicity of the Earth, los sismólogos norteamericanos Beno Gutenberg y Charles Francis Richter denominaron al observatorio como "la estación sismológica más importante del mundo".  
En sus inicios la sede del observatorio estaba en el Colegio San Calixto de la ciudad de La Paz. Actualmente cuenta con 16 instalaciones en funcionamiento en diferentes departamentos de Bolivia y con un museo, denominado Pierre-Marie Descontes SJ, ubicado en una antigua casa patrimonial de la ciudad de La Paz que perteneció al mariscal Antonio José de Sucre. El observatorio es la única instancia especializada en monitoreo de movimientos sísmicos en Bolivia.